# Romuald Schild
Romuald Włodzimierz Schild (ur. 2 października 1936 we Lwowie, zm. 23 listopada 2021 w Warszawie) – polski archeolog, profesor, dyrektor Instytutu Archeologii i Etnologii PAN w Warszawie w latach 1990-2007.

## Życiorys

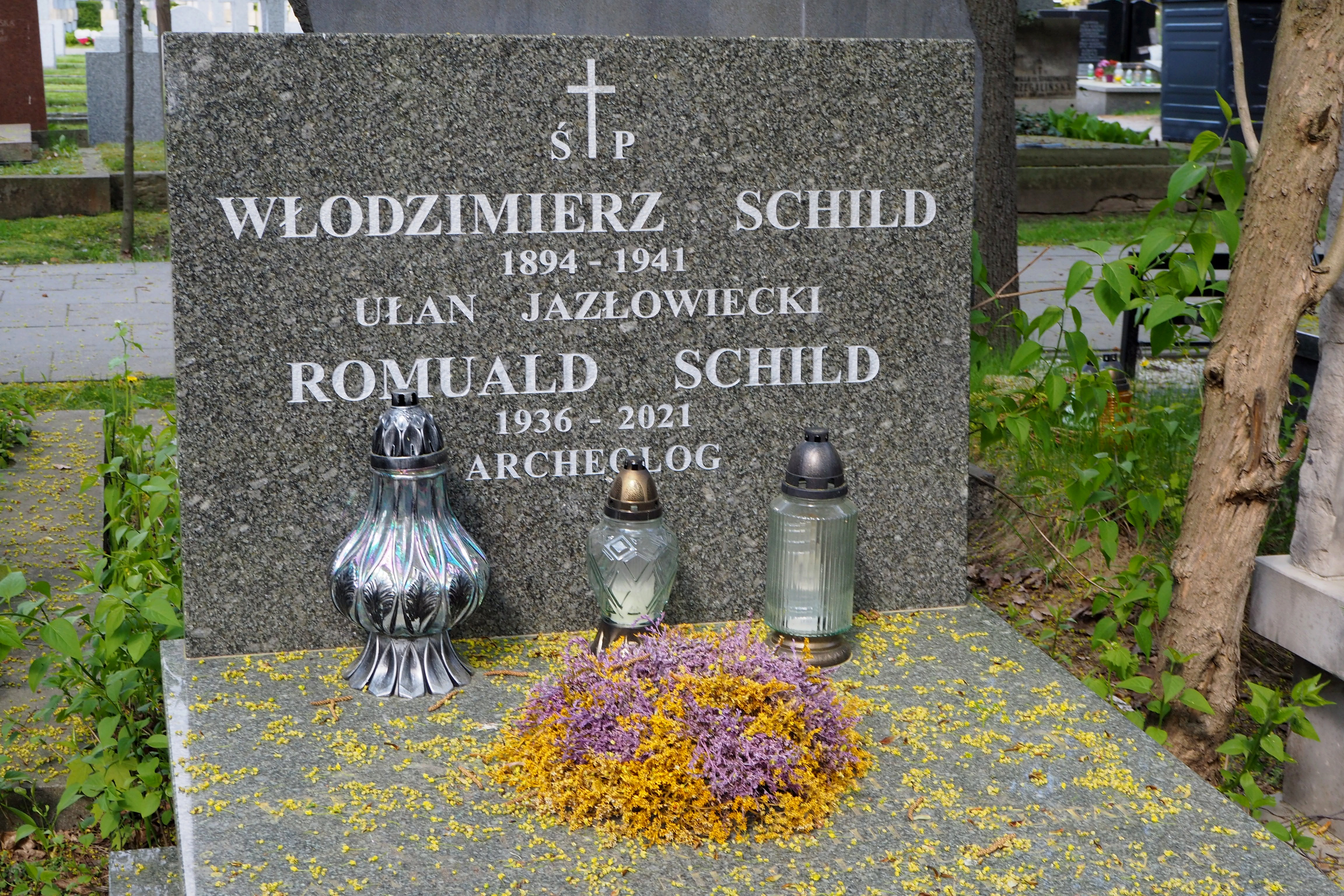
Grób archeologa Romualda Schilda na Cmentarzu Wojskowym na Powązkach w Warszawie

W 1953 ukończył X Szkołę Ogólnokształcącą TPD w Warszawie. Studiował na Uniwersytecie Warszawskim (ukończył studia w 1957). Po obronie doktoratu (1962) podjął pracę w Instytucie Historii Kultury Materialnej PAN w Warszawie (obecnie Instytut Archeologii i Etnologii), w latach 19990-2007 był jego dyrektorem; habilitował się w 1967, w 1978 uzyskał tytuł profesora nadzwyczajnego, w 1984 profesora zwyczajnego. Gościnnie wykładał w Southern Methodist University w Dallas. Był członkiem Komitetu Nauk Pra- i Protohistorycznych PAN oraz członkiem korespondentem Wydziału Historyczno-Filozoficznego PAU. W 2020 otrzymał nagrodę Fundacji na rzecz Nauki Polskiej w obszarze nauk humanistycznych i społecznych za wskazanie klimatycznych i środowiskowych uwarunkowań procesów społeczno-kulturowych w epoce kamienia na obszarach Afryki Północnej i Niżu Europejskiego.
W pracy naukowej zajmuje się najstarszym okresem rozwoju człowieka, głównie  paleolitem. Prowadził badania m.in. w Egipcie i Etiopii. Ogłosił m.in.:
- Późny Paleolit (1975)
- Prehistory of the Nile Valley (1976, z Fredem Wendorffem)
- Prehistory of the Eastern Sahara (1980, z Fredem Wendorffem)
- Terminal Paleolithic of the North European Plain (1984)

Pochowany na Cmentarzu Wojskowym na Powązkach.

## Odznaczenia
- Krzyż Komandorski Orderu Odrodzenia Polski – 2005[5]